# Caloscyphaceae
Caloscyphaceae Harmaja – rodzina grzybów z rzędu kustrzebkowców (Pezizales).

## Systematyka
Pozycja w klasyfikacji według Index Fungorum
Caloscyphaceae, Pezizales, Pezizomycetidae, Pezizomycetes, Pezizomycotina, Ascomycota, Fungi.
Rodzaje
Według aktualizowanej klasyfikacji Index Fungorum bazującej na Dictionary of the Fungi jest to takson monotypowy z jednym tylko rodzajem i dwoma gatunkami:
- Caloscypha Boud. 1885 – kielonka[1].
  - Caloscypha fulgens (Pers.) Boud. 1907
  - Caloscypha musiva (Fr.) Boud. 1907

Wykaz gatunków według Index Fungorum, nazwa polska według M.A. Chmiel.